# Tobias Aspelin
Joakim Tobias Aspelin, född 29 november 1968 i Lund, är en svensk skådespelare och regissör.
Aspelin examinerades 1994 från Högskolan för Scen och Musik vid Göteborgs Universitet.

## Filmografi

### Regissör
- 2010 – Är jag bra så här? (kortfilm)

### Roller
- 1994 – En dvärg (kortfilm)
- 2000 – Nya tider (TV-serie) (gästroll)
- 2001 – Familjehemligheter
- 2002 – Efter
- 2002 – Bella bland kryddor och kriminella (TV-serie)
- 2003 – Solisterna (TV-serie)
- 2005 – Carambole
- 2005 – Krama mig
- 2005 – Van Veeteren – Münsters fall
- 2006 – Brevbärarens hemlighet (kortfilm)
- 2006 – Ett äktenskap (kortfilm)
- 2006 – Van Veeteren – Svalan, Katten, Rosen, Döden
- 2006 – När mörkret faller
- 2007 – Den nya människan
- 2008 – Oskyldigt dömd (TV-serie)
- 2009 – Vägen hem
- 2009 – Beck – I stormens öga
- 2009 – Wallander – Prästen
- 2010 – Want to See Something? (kortfilm)
- 2010 – Rymdskeppet (kortfilm)
- 2010 – Kommissarie Winter (TV-serie)
- 2011 – The Sexual Monologues (kortfilm)
- 2011 – Hårga – En hälsingesägen (kortfilm)
- 2012 – Isdraken
- 2012 – Fjällbackamorden –  Vänner för livet
- 2013 – Fröken Frimans krig (TV-serie)
- 2017 – Fallet (TV-serie)
- 2018 – Morden i  Sandhamn  (TV-serie)
- 2018 – Maria wern – Jord ska du åter vara (TV-serie)
- 2022 – Andra akten

## Teater

### Roller (ej komplett)
| År   | Roll                    | Produktion                                                                | Regi              | Teater                   |
| ---- | ----------------------- | ------------------------------------------------------------------------- | ----------------- | ------------------------ |
| 1993 |                         | Andorra Max Frisch                                                        | Thomas Müller     | Dalateatern              |
| 2002 | Orin Mannon             | Klaga månde Elektra (Mourning Becomes Electra) Eugene O'Neill             | Göran Stangertz   | Helsingborgs stadsteater |
| 2002 | Unge Ebenezer Herr Happ | En julsaga (A Christmas Carol in Prose) Charles Dickens                   | Fransesca Quartey | Helsingborgs stadsteater |
| 2006 | Bertram                 | Slutet gott, allting gott (All's Well That Ends Well) William Shakespeare | Thomas Segerström | Romateatern              |
| 2025 | James Tyrone jr.        | Lång dags färd mot natt (Long Day's Journey into Night) Eugene O'Neill    | Eva Dahlman       | Riksteatern              |

### Fotnoter
1. ↑  ”Tobias Aspelin”. Svensk Filmdatabas. https://www.svenskfilmdatabas.se/sv/item/?type=person&itemid=260148. Läst 26 september 2012.
2. ↑  Ingegärd Waaranperä (19 september 1993). ”Andorra! tickar mot smällen”. Dagens Nyheter. https://www.dn.se/arkiv/teater/andorra-tickar-mot-smallen/. Läst 5 mars 2022.
3. ↑  Hans Holmberg (1 oktober 2002). ”Elektra saknar närvaro”. Kristianstadsbladet. http://www.kristianstadsbladet.se/noje/elektra-saknar-narvaro/. Läst 18 mars 2018.
4. ↑  Carlhåkan Larsén (18 november 2002). ”Rop om en bättre värld”. Sydsvenskan. https://www.sydsvenskan.se/2002-11-17/rop-om-en-battre-varld. Läst 18 mars 2018.
5. ↑  Romateatern (10 maj 2006). ”Ytterligare ett mångfacetterat kvinnoporträtt av Shakespeare”. Pressmeddelande.  Läst 1 juli 2018. Arkiverad från originalet den 1 juli 2018.
6. ↑  ”Lång dags färd mot natt”. Riksteatern. https://www.riksteatern.se/forestallningar/lang-dags-fard-mot-natt/. Läst 1 februari 2025.